# I Feel So Bad (chanson de Chuck Willis)
Singles de Elvis Presley
Surrender / Lonely Man
(1961) (Marie's the Name) His Latest Flame / Little Sister
(1961)
I Feel So Bad est une chanson, dont l'interprétation la plus célèbre est celle d'Elvis Presley, sortie en single sur le label RCA Victor en 1961.

## Histoire
La chanson a été  écrite et initialement enregistrée par le chanteur de rhythm and blues américain Chuck Willis. Enregistrée par lui le 17 septembre 1953, elle sort en single en 1954 sur le label Okeh Records.
Elvis Presley l'a enregistrée le 12 mars 1961 et sortie en single le 2 mai 1961.